# Will Poulter
William Jack "Will" Poulter, född 28 januari 1993 i Hammersmith i London, är en brittisk skådespelare. Han är bland annat känd för att spelat roller som Eustace Scrubb i Berättelsen om Narnia: Kung Caspian och skeppet Gryningen och Jim Bridger i The Revenant
År 2014 utsågs han till årets Rising Star vid BAFTA-galan.

## Filmografi (i urval)
- 2007 – Son of Rambow
- 2009–2010 – School of Comedy (TV-serie)
- 2010 – Berättelsen om Narnia: Kung Caspian och skeppet Gryningen
- 2011 – Wild Bill
- 2013 – Familjetrippen
- 2014 – Miljonsvindeln
- 2014 – The Maze Runner
- 2014 – Glassland
- 2015 – The Revenant
- 2016 – Kids in Love
- 2017 – War Machine
- 2017 – Detroit
- 2018 – Maze Runner: The Death Cure
- 2018 – Black Mirror: Bandersnatch (TV-serie)
- 2019 – Midsommar
- 2021 – Dopesick (TV-serie)
- 2023 – Guardians of the Galaxy Vol. 3
- 2023–2025 – The Bear (TV-serie)
- 2025 – Death of a Unicorn
- 2025 – Warfare
- 2025 – Black Mirror (TV-serie)